# براد يونغ
براد يونغ (23 فبراير 1973 بأديلايد في أستراليا - ) (بالإنجليزية: Brad Young)‏ هو لاعب كريكت أسترالي. شارك في دورة ألعاب الكومنولث 1998. وشارك مع منتخب أستراليا الوطني للكريكت. أما مع النوادي، فقد لعب مع فريق جنوب أستراليا للكريكت ‏ وAdelaide Strikers ‏.

## وصلات خارجية
- براد يونغ على موقع إي آس بي آن كريك إنفو (الإنجليزية)